# Anicius
Anicius  (лат.) — род аранеоморфных пауков из подсемейства Dendryphantinae в семействе пауков-скакунов (Salticidae). В составе рода единственный вид — Anicius dolius Chamberlin, 1925, который распространён в Мексике.